# Индия Съмър
Индия Съмър (на английски: India Summer) е артистичен псевдоним на американската порнографска актриса Джоди Джийн Олсън (Jody Jean Olson).

## Ранен живот
Родена е на 26 април 1975 г. в град Де Мойн, щата Айова, САЩ. Тя е от смесен етнически произход – английски, германски, индиански и ирландски.
От 16-годишна възраст до завършването на колеж работи като спасител. Завършва колеж с педагогическа специалност. След това работи шест години в областта на финансите. След това работи като модел.

## Кариера
Дебютира като актриса в порнографската индустрия през 2006 г., когато е на 29-годишна възраст. Псевдонимът ѝ е заимстван от песента на Дорс Indian Summer.
През юли 2009 г. подписва ексклузивен договор за сцени само с момичета с компанията „Girlfriends Films“.
През ноември 2011 г. дебютира като режисьор с филма „Perfect Fit“.
През януари 2012 г., Internet Adult Film Database (IAFD) съобщава, че Индия Съмър е „най-натоварената изпълнителка в индустрията“ с участията си в 78 нови филми, излезли през 2011 г.
През 2013 г. снима първата си генгбенг сцена във филма „This is My First...A Gangbang Movie“, като си партнира с четирима мъже. В тази сцена тя прави и дебютното си двойно вагинално проникване.
Съмър е определяна като бялата изпълнителка с най-много междурасови секс сцени. Самата тя твърди, че един от най-приятните аспекти на работата си е противопоставянето ѝ на омразата към междурасовите актове и на стереотипите за порнозвездите.
Играе малки роли в телевизионните сериали „Синове на анархията“ и „Декстър“.

## Награди и номинации
Носителка на награди
- 2010: CAVR награда за MILF на годината.
- 2011: AVN награда за най-добра актриса – „Отворена покана: истинско суингър парти в Сан Франциско“.[17]
- 2012: XBIZ награда за MILF на годината.[18]
- 2012: AVN награда за MILF на годината.[19]
- 2012: XRCO награда за MILF на годината.[20]
- 2012: XRCO награда за невъзпята сирена.[20]
- 2014: AVN награда за MILF изпълнителка на годината.[21]
- 2015: AVN награда за MILF изпълнителка на годината.[22]
- 2015: XRCO награда за MILF на годината.[23]
- 2016: XBIZ награда за най-добра актриса – игрална продукция – „Брак 2.0“.[24]
- 2016: XBIZ награда за най-добра секс сцена в игрална продукция – „Брак 2.0“ (с Риън Дрилър).[24]

Номинации
- 2011: Номинация за XRCO награда за MILF на годината.[25][26]
- 2013: Номинация за AVN награда за най-добра актриса – „Завършването ХХХ“.[27][28]
- 2013: Номинация за AVN награда за най-добра поддържаща актриса – „Торн“.[27][28]
- 2014: Номинация за XRCO награда за MILF на годината.[29]